# 弗拉基米爾·安德烈耶維奇·康斯坦丁諾夫
弗拉基米爾·安德烈耶維奇·康斯坦丁諾夫（俄语：Владимир Андреевич Константинов；1956年11月19日—）是一位效命於俄羅斯的政治家。2014年克里米亞危機爆發時，他是時任的烏克蘭克里米亞自治共和國的最高拉達主席。俄羅斯吞併克里米亞後，任克里米亞共和國最高議會主席至今。
2014年3月5日，烏克蘭基輔舍甫琴科地區法院批准拘留自稱領導人的康斯坦丁諾夫及總理謝爾蓋·阿克肖諾夫。烏克蘭國家安全局將會負責逮捕他們到法院受審。
2012年，康斯坦丁诺夫强烈谴责乌克兰当局并呼吁克里米亚的纳入俄罗斯。2014年2月20日，他在访问莫斯科时说，1954年克里米亚从俄罗斯苏维埃联邦社会主义共和国到乌克兰苏维埃社会主义共和国的移交是个历史错误。自2014年3月以来，康斯坦丁诺夫一直是俄罗斯联邦吞并克里米亚的支持者； 2014年克里米亚归属公投的坚定支持者。

## 生平
他于1956年11月19日出生于摩尔达维亚苏维埃社会主义共和国（现为德涅斯特河沿岸）的弗拉基米罗夫卡。1973年，他毕业于位于巴赫奇萨赖区的科学中学。 随后他毕业于塞瓦斯托波尔仪器制造学院的辛菲罗波尔分院，主修工业和土木工程。 从1979年至1981年，他在苏联武装部队中服役。 他获得了无数奖项和荣誉，包括“乌克兰的荣誉建造者”。

## 政治生涯
1998年至2002年，他担任克里米亚自治共和国最高议会副主席。

## 涉嫌犯罪
全乌克兰联盟“祖国”政党最高拉达成员安德烈·先琴科声称弗拉基米尔·康斯坦丁诺夫自1990年代以来一直与总理谢尔盖·阿克肖诺夫合作，先琴科声称这些人都是有组织犯罪的成员。